# Grupul statuar „Traian” din Brăila
Grupul statuar „Traian” este un monument istoric aflat pe teritoriul municipiului Brăila.
Soclu de piatră și marmură. Bust din bronz. La baza monumentului un grup de personaje. Pe soclu încastrate basoreliefuri reprezentând lupoaica alăptând pe Romulus și Remus, o scenă din războaiele daco-romane și Columna lui Traian. Dimensiunile bustului sunt de 130x106x70 cm, iar cele ale grupului de personaje de la baza monumentului sunt de 260x140x70 cm; dimensiunile soclului sunt 380x127x125 cm. Sculptorul bustului este Tache Dima Pavelescu (1904), iar arhitectul soclului este, potrivit unei inscripții de pe spatele soclului, Ion D. Trajanescu. 